# Nucleosinteza Big Bang
Perioada nucleosintezei, cuprinzând intervalul de timp de la 3 până la 15 minute după Big Bang, încheie perioada Universului timpuriu care a constat din:
- era cuantică
- era inflaționară
- era quarqurilor
- era hadronică
- era leptonică.

## Reacții principale
Fuziunea nucleului de deuteriu (format dintr-un proton și un neutron) este reacția cea mai importantă din timpul nucleosintezei. La temperaturi foarte mari (109 K) este valabilă egalitatea dintre numărul de protoni cu numărul de neutroni, dar odată cu scăderea temperaturii devine importantă dezintegrarea neutronului liber și deuteriul începe să devină stabil. Scăderea rapidă a densității numerice neutron-proton duce la formarea de Heliu4 și a unor elemente reziduale mai grele, acesta fiind momentul încheierii procesului de nucleosinteză și crearea condițiilor pentru procesul de recombinare a hidrogenului.